# 河内長野市立長野小学校

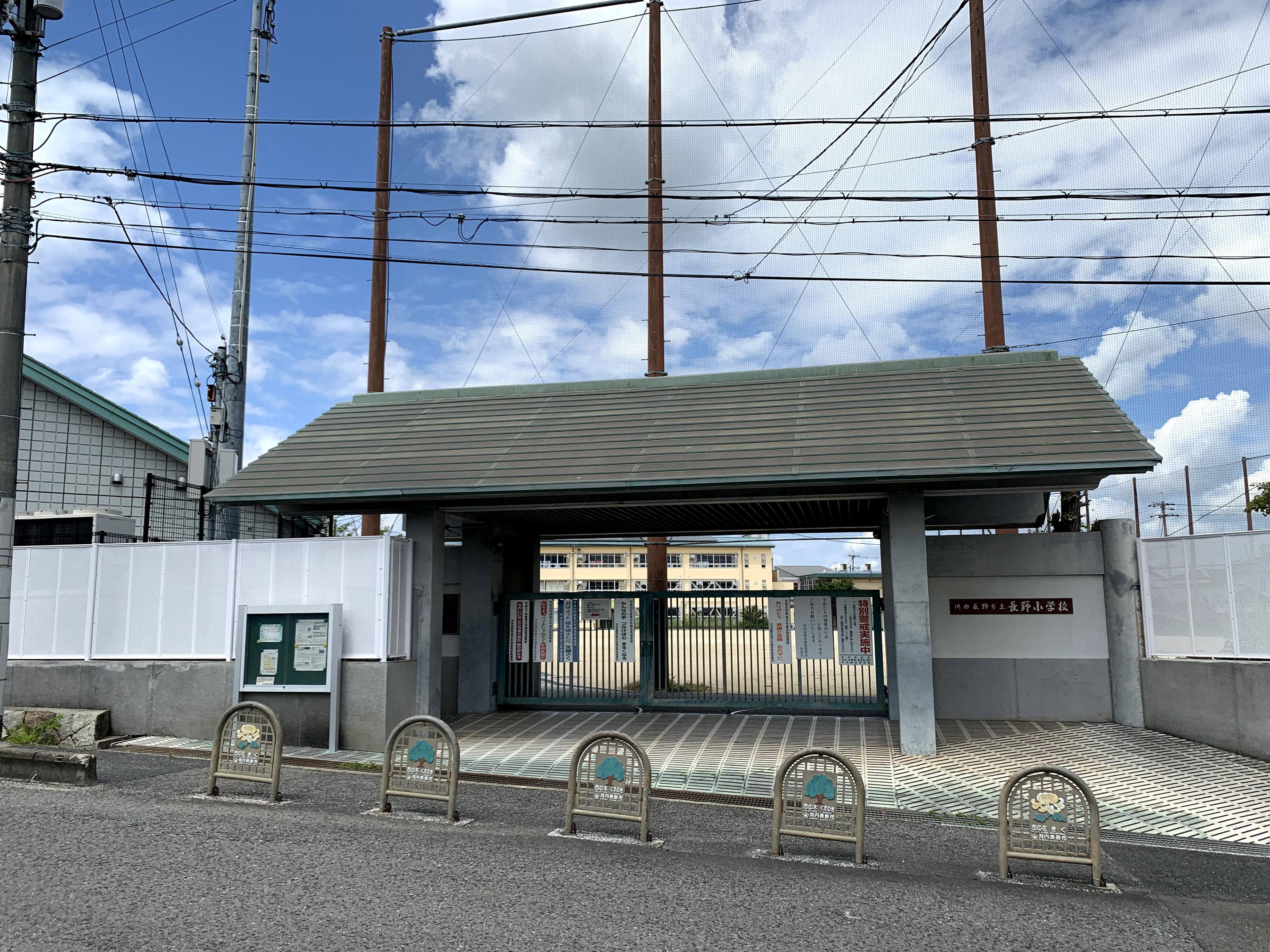
正門（陣屋門を模している）

河内長野市立長野小学校（かわちながのしりつながのしょうがっこう）は、大阪府河内長野市にある公立小学校。
敷地は江戸時代中期に西代藩の陣屋があった場所の一部であることから、現在の小学校正門は陣屋門を模したものが設置されている。
小学校の南東には、国の登録文化財である河内長野市立武道館があるが、元は長野町尋常高等小学校の講堂として1927年（昭和2年）に敷地内に建設されたものである。木造平屋建の銅板葺で、安定感のある洋風の意匠となっている。 また、その隣には多くの図書を保管していた1939年（昭和14年）竣工の至誠館という建物が存在したが、1947年（昭和22年）4月1日に長野町立図書館として自治体に引き渡され、その後解体された。

## 沿革
以下は、前身である西代小学校からの年表を示す。

### 明治（尋常と高等の両存期）

#### 尋常小学校
- 1873年（明治6年）10月22日 - 古野小学校（現在の河内長野市古野）より分離し、河州第93番小学校として創立する。
- 1885年（明治18年）8月28日 - 古野、長野、西代の3校を合併し、西代小学校に命名する。
- 1901年（明治34年）4月 - 第3・4学年女子に裁縫科、唱歌科が増科される。
- 1902年（明治35年）11月15日 - 連合運動会が開催され、当校もこれに参加する。
- 1908年（明治41年）4月1日 - 小学校令改正により第5学年を設置し、さらに翌年には第6学年を設置する。

#### 高等小学校
- 1891年（明治24年）3月28日 - 上田高等小学校（現在の三日市小学校）より分離し、西代高等小学校が創立する。西代尋常小学校の西側1教室を借用しての開校となる。
- 1893年（明治26年）
  - 8月28日 - 仮校舎として長野村大字西代915番地に移転する。
  - 9月1日 - 本校舎を増築し、ここに移転する。
- 1899年（明治32年）4月17日 - 修業年限が4学年になる。
- 1900年（明治33年）9月1日 - 増築校舎の工事が完了する。
- 1902年（明治35年）11月15日 - 連合運動会が開催され、当校もこれに参加する。
- 1904年（明治37年）
  - 5月22日 - 幻燈会を開催し、教育における幻燈機の必要性を説明する。
  - 10月30日 - 幻燈機を3台購入する。
- 1906年（明治39年）7月16日 - 学業不振児童教育が開始される。
- 1907年（明治40年）6月23日 - 書架および図書を購入する。
- 1910年（明治43年）4月1日 - 廃校となり、尋常小学校と合併する。

### 戦前（尋常高等・国民学校）
- 1910年（明治43年）4月1日 - 尋常小学校と高等小学校が合併し、南河内郡長野村立西代尋常高等小学校に改称する。
- 1910年（明治43年）9月1日 - 南河内郡長野町立西代尋常高等小学校に改称する。
- 1918年（大正7年）2月22日 - 大阪府知事が来校し、校庭で松の植樹が行われる。
- 1919年（大正8年）2月11日 - 南河内郡長野町尋常高等小学校に改称する。
- 1927年（昭和2年）6月4日 - 講堂の竣工式が行われる。
- 1934年（昭和9年）9月21日 - 室戸台風により、南校舎、北校舎、講堂が甚大な被害を受ける。
- 1936年（昭和11年）10月3日 - 普通教室（南西校舎）と特別教室（3教室）を竣工する。
- 1939年（昭和14年）1月25日 - 至誠館の竣工式が行われる。
- 1940年（昭和15年）12月20日 - 町村合併により、南河内郡長野尋常高等小学校に改称する。
- 1941年（昭和16年）4月1日 - 国民学校令の施行により大阪府長野国民学校に改称する。

### 戦後（長野小学校）
- 1947年（昭和22年）4月1日 - 学校教育法の施行により長野町立長野小学校に改称する。
- 1954年（昭和29年）4月1日 - 市制の施行により河内長野市立長野小学校に改称する。
- 1957年（昭和32年）
  - 2月24日 - 特殊学級教室の竣工式が行われる。
  - 3月15日 - 特殊教育優秀校として表彰される。
  - 4月1日 - 普通教室（西北校舎）の竣工式が行われる。
- 1960年（昭和35年）
  - 3月25日 - 鉄筋コンクリート造校舎の1期工事が竣工する。
  - 8月1日 - プール設備が竣工する。
- 1961年（昭和36年）3月25日 - 鉄筋コンクリート造校舎の2期工事が竣工する。
- 1964年（昭和39年）3月20日 - 創立90周年を記念して校歌を制定し、発表会が行われる。
- 1965年（昭和40年）4月5日 - 大阪府教育委員会より優秀校として表彰される。
- 1973年（昭和48年）10月21日 - 創立100周年記念式が催される。
- 2008年－2010年（平成20－22年）- 文部科学省委嘱の学力向上実践研究推進事業校に指定される。

## 交通
- 南海高野線および近鉄長野線 河内長野駅から徒歩約10分。

## 旧講堂

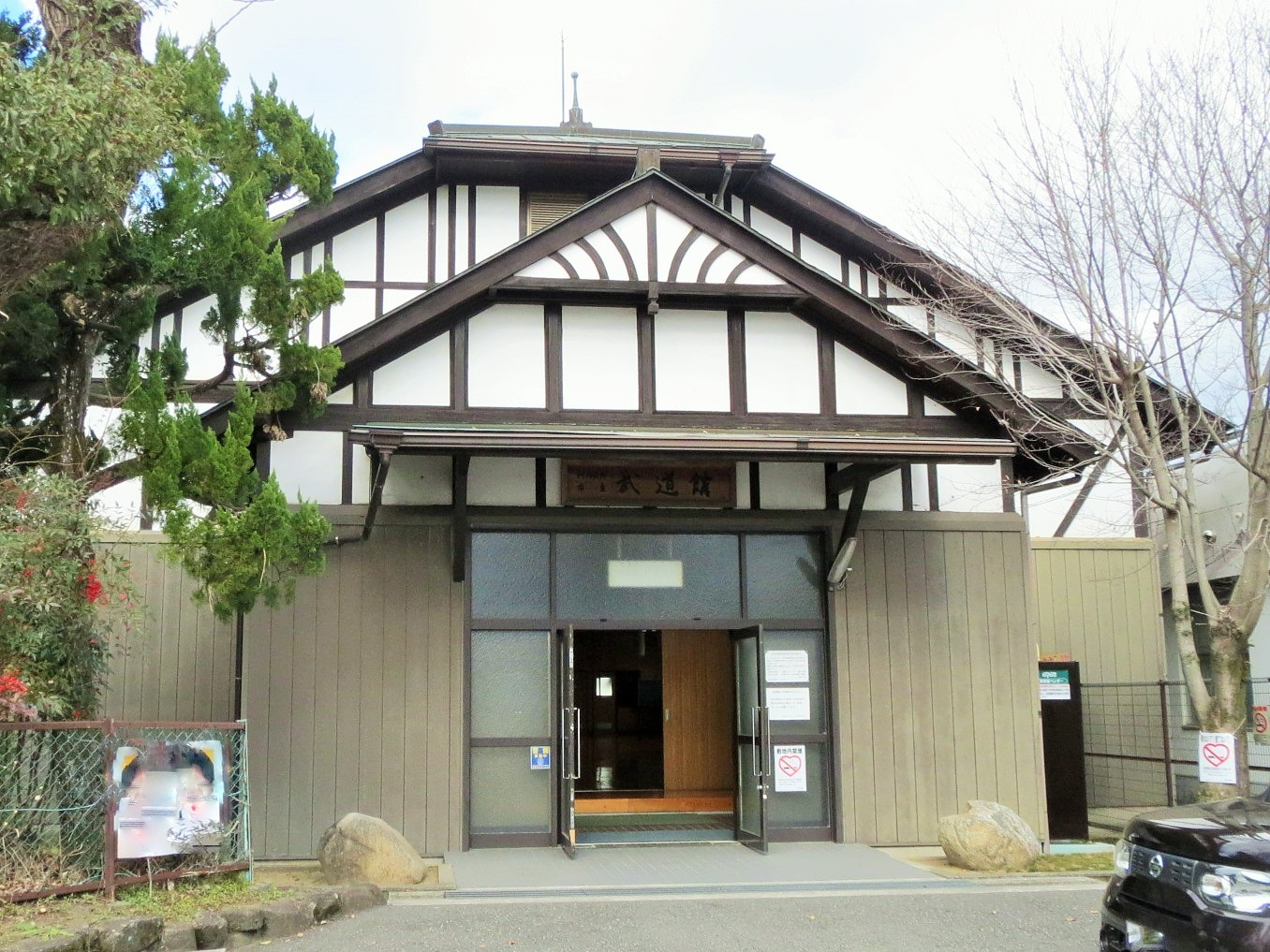
河内長野市立武道館

旧長野町尋常高等小学校時代の1927年 (昭和2年) に建てられた講堂で、現在は河内長野市立武道館として一般に利用されている。間口8間、奥行15間、木造平屋建、銅板葺。背面に奥行2間の瓦葺き下屋が付く。屋根は半切妻造。外壁は上壁をハーフティンバー風とし，腰壁を板張（鉄板仮張）とする。玄関は切妻造、安定感のある洋風の意匠とする。2006年11月29日、国の登録有形文化財となった。